# Maszewo-Kolonia
Maszewo-Kolonia – część osady Wisławie, w Polsce, w województwie zachodniopomorskim, w powiecie goleniowskim, w  gminie Maszewo.
Miejscowość położona przy drodze wojewódzkiej nr 106 pomiędzy Maszewem, a miejscowością Stodólska.
W Maszewie-Kolonii dominuje zabudowa o charakterze mieszkaniowym, jednorodzinnym oraz zagrody rolnicze.